# Pseudorhipsalis amazonica subsp. panamensis
A Pseudorhipsalis amazonica subsp. panamensis egy epifita kaktusz, melyet korábban Wittiocactus panamensis néven önálló fajnak tartottak.

## Elterjedése és élőhelye
Kolumbia, Panama, Venezuela; esőerdőkben és szezonális erdőkben, 50-440 (-1550) m tengerszint feletti magasságban.

## Jellemzői
Hajtásai jellegeiben megegyeznek az alapfajéval. Pericarpiumán alig figyelhető meg él, a virágok 30-40 (-50) mm hosszúak, kékes-violaszínűek. A belső szirmok kékesek vagy fehérek.